# カルプモント
カルプモント (Kulpmont) は、アメリカ合衆国ペンシルベニア州ノーサンバーランド郡にある町である。2000年現在の人口は2,985人。

## 地理
カルプモントは北緯40度47分35秒、西経76度28分24秒にある。アメリカ国勢調査局によると、カルプモントの総面積は2.4km2で、すべて陸地である。

## 人口
2000年の国勢調査によると、カルプモントの人口は2,985人であり、1,338世帯、837家族が居住している。人口密度は1平方キロメートルあたり1,226.1人である。1,532軒の家があり、1平方キロメートルあたり629.3軒の家が建っている。町の人種構成は、98.89%が白人、0.47%が黒人ないしアフリカ系アメリカ人、0.00%がアメリカ先住民、0.03%がアジア人、0.00%が太平洋諸島系、0.23%がその他の人種であり、0.37%は混血である。人口の0.54%はラテン系である。
全世帯の22.6%には18歳未満の子供が同居しており、49.5%は夫婦で一緒に生活している。9.5%は夫のいない女性が世帯主であり、37.4%は独身である。全世帯の34.5%は一人暮らしであり、20.0%が65歳以上である。平均世帯人数は2.22人、平均家族人数は2.85人である。
カルプモントの人口は、19.6%が18歳未満、18歳以上24歳以下が5.7%、25歳以上44歳以下が25.3%、45歳以上64歳以下が24.1%、65歳以上が25.3%である。年齢の中央値は45歳である。女性100人に対して男性は92.1人であり、18歳以上の100人の女性に対して男性は87.1人である。
町の1世帯あたりの平均収入は29,263ドルであり、1家族あたりの平均収入は34,674ドルである。男性の平均収入が26,679ドルに対し、女性の平均収入は22,075ドルである。1人あたりの収入は16,033ドルである。人口の9.8%（全家族の6.7%）が極貧層である。18歳以下の住民の11.0%、65歳以上の住民の10.1%は貧しい生活を送っている。